# Pastebin.com
Pastebin.com es un sitio web de pastebin. Fue creado en 2002 por Paul Dixon y alcanzó 1 millón de pastas activas (excluyendo el spam y las pastas caducadas) ocho años después, en 2010.

## Historia
En octubre de 2011, el número de pastas activas del sitio excedía los 10 millones. En julio de 2012, los propietarios de Pastebin.com tuitearon que ya habían superado la marca de 20 millones de pastas activas. El 9 de junio de 2015, anunciaron que habían alcanzado los 65 millones de pastas activas. También mencionaron que alrededor del 75% de las pastas no cotizan en bolsa o son privadas.
Durante las protestas venezolanas de 2014, Pastebin.com fue bloqueado por el gobierno del país como uno de los sitios donde los activistas compartían información.
En 2015, Pastebin.com alcanzó los 95 millones de pastas activas y más de 2 millones de miembros.
En abril de 2020, Pastebin.com eliminó su función de búsqueda incorporada y restringió su API de raspado web, incluso para los suscriptores de por vida pagados de Pastebin Pro. Como medida adicional de prevención de spam, las pastas de los usuarios que no han iniciado sesión se ocultan de la lista de pastas recientes, visibles en la barra lateral del sitio.
En septiembre de 2020, se agregaron dos nuevas funciones al sitio. Los usuarios pudieron proteger con contraseña las pastas para que no se vieran y solicitar que la pasta se elimine inmediatamente una vez que se vean.
Pastebin.com es una fuente popular de enlaces .onion de la Dark web.